# Marjo Vilhola
Marjo Vilhola (* 5. Oktober 1968) ist eine ehemalige finnische Judoka. Sie war Europameisterschaftsdritte 1989.

## Sportliche Karriere
Marjo Vilhola kämpfte bis 1991 überwiegend im Superleichtgewicht, der Gewichtsklasse bis 48 Kilogramm. 1990 war sie in dieser Gewichtsklasse finnische Meisterin. 1992 und 1997 gewann sie den Meistertitel im Halbleichtgewicht, der Gewichtsklasse bis 52 Kilogramm.
Bei den Europameisterschaften 1989 in Helsinki bezwang sie im Viertelfinale die Österreicherin Michaela Bornemann und verlor im Halbfinale gegen die Britin Karen Briggs. Mit einem Sieg über die Italienerin Giovanna Tortora sicherte sich die Finnin vor heimischem Publikum die Bronzemedaille. Fünf Monate nach den Europameisterschaften fanden in Belgrad die Weltmeisterschaften 1989 statt. Vilhola unterlag im Viertelfinale der Japanerin Fumiko Ezaki und schied dann in der Hoffnungsrunde aus. Bei den Europameisterschaften 1990 und 1991 schied Vilhola jeweils nach dem Achtelfinale aus.
Nach dem Wechsel der Gewichtsklasse nahm Vilhola noch an den Europameisterschaften 1993 und 1994 teil, auch hier war jeweils nach dem Achtelfinale Schluss. Bei den Weltmeisterschaften 1993 schied sie in ihrem Auftaktkampf gegen die Kubanerin Legna Verdecia aus.